# Vavilovia formosa
Vavilovia formosa là một loài thực vật có hoa trong họ Đậu. Loài này được (Steven) Al.Fed. miêu tả khoa học đầu tiên.